# Coimagen
En álgebra, la coimagen de un homomorfismo
{\displaystyle f:A\rightarrow B}
Es el cociente
{\displaystyle {\text{coim}}f=A/\ker(f)}
del dominio por el núcleo 
La coimagen es canónicamente isomórfica a la imagen por el primer teorema de isomorfismo.
Más generalmente, en teoría de categorías, la coimagen de un morfismo es el dual de la imagen de un morfismo.
Sea {\displaystyle f:X\rightarrow Y} morfismo , un objeto cociente {\displaystyle (C,c)}  de {\displaystyle X} se dice coimagen de {\displaystyle f}  si 
1. Existe un morfismo {\displaystyle f_{c}:C\rightarrow Y} tal que {\displaystyle f=f_{c}\circ c}
2. Para cualquier objeto cociente {\displaystyle (C',c')} que cumple la condición anterior existe un único morfismo {\displaystyle h:C'\rightarrow C} tal que {\displaystyle c=h\circ c'}.

Dada la definición anterior se demuestra que {\displaystyle f_{z}=f_{c}\circ h} y  {\displaystyle (C,c)\cong (C',c')}